# Micrurus frontifasciatus
Micrurus frontifasciatus (болівійський трисмугий кораловий аспід) — вид отруйних змій родини аспідових (Elapidae). Мешкає в Південній Америці.

## Поширення і екологія
Болівійські трисмугі коралові аспіди мешкають на східних схилах Анд в Болівії і Перу. Вони живуть в тропічних лісах, на висоті від 550 до 2840 м над рівнем моря.